# Шомушка (деревня)
Шомушка — деревня в Борском сельском поселении Тихвинского района Ленинградской области.

## История
Деревня Шомушка упоминается на специальной карте западной части России Ф. Ф. Шуберта 1844 года.

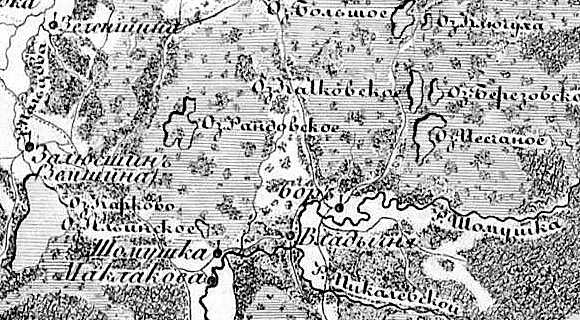
Деревня Шомушка на карте 1847 года

ШОМУШКА — деревня Боровского общества, Пашекожельского прихода. Река Шомушка.

Крестьянских дворов — 14. Строений — 27, в том числе жилых — 23.

Число жителей по семейным спискам 1879 г.: 43 м. п., 43 ж. п.; по приходским сведениям 1879 г.: 31 м. п., 29 ж. п.

В конце XIX века деревня относилась к Новинской волости 2-го стана, в начале XX века — к Новинской волости 1-го земского участка 1-го стана Тихвинского уезда Новгородской губернии.

ШОМУШКА — деревня Боровского общества, дворов — 15, жилых домов — 23, число жителей: 51 м. п., 46 ж. п.

Занятия жителей — земледелие, лесные заработки. Река Шомушка. Часовня, министерская школа, хлебозапасный магазин. (1910 год)

Деревня Шомушка на карте 1932 года

Согласно карте Ленинградской области Северо-западного аэрогеодезического треста ГГУ издания 1932 года деревня насчитывала 9 крестьянских дворов.
По данным 1933 года деревня Шомушка входила в состав Шомушского сельсовета, административный центр сельсовета находился в деревне Кайвакса.
В 1936 году в состав Шомушского сельсовета входили 6 населённых пунктов, 159 хозяйств и 5 колхозов, административным центром сельсовета являлась деревня Бор.
По данным 1966 и 1973 годов деревня Шомушка входила в состав Шомушского сельсовета, административный центр сельсовета также находился в деревне Бор.
По данным 1990 года деревня Шомушка входила в состав Борского сельсовета.
В 1997 году в деревне Шомушка Борской волости проживали 5 человек, в 2002 году — 14 человек (русские — 86 %).
В 2007 году в деревне Шомушка Борского СП проживали 14 человек, в 2010 году — 18.

## География
Деревня расположена в центральной части района на автодороге 41К-021 (Паша — Часовенское — Кайвакса).
Расстояние до административного центра поселения — 2,5 км.
Расстояние до ближайшей железнодорожной станции Тихвин — 14 км.
Через деревню протекает река Шомушка.

## Демография
| 1879 | 1910 | 1997 | 2002 | 2007 | 2010 | 2017 |
| ---- | ---- | ---- | ---- | ---- | ---- | ---- |
| 86   | ↗97  | ↘5   | ↗14  | →14  | ↗18  | ↘15  |

### Национальный состав
Согласно данным Всероссийской переписи населения 2021 года в деревне проживали 20 человек, из них:
 русские — 19 человек, один человек национальность не указал.